# Spintharidius
Spintharidius là một chi nhện trong họ Araneidae.